# 캐딜락 리릭
캐딜락 리릭(영어: Cadillac Lyriq)은 캐딜락에서 2022년부터 생산 중인 배터리식 크로스오버이다.

## 사양
데뷔 당시 리릭은 뒷바퀴를 구동하는 단일 모터와 함께 제공되고 전륜구동 모델도 단일 모터와 함께 제공된다. 모터는 340 hp (254 kW; 345 PS) 및 325 lb·ft (441 N·m; 45 kg·m)의 토크를 생성한다. 약 300-마일 (480 km) 범위의 100 kWh (360 MJ) 배터리로 구동되며 레벨 2 및 DC 고속충전을 지원한다. 전자식 컬럼 시프트 레버가 장착됐다.